# Сексуальна стимуляція
Сексуальна стимуляція — будь-яка стимуляція (включаючи тілесний контакт), яке спричиняє статеве збудження, посилює та підтримує його, може призвести до оргазму. Хоча сексуальне збудження може виникати без фізичної стимуляції, зазвичай досягнення оргазму цього вимагає.
Термін сексуальна стимуляція означає стимуляцію статевих органів, але може також включати стимуляцію інших частин тіла, стимуляцію почуттів (таких як зір, нюх або слух) і розумову стимуляцію (наприклад, читання або фантазування). Достатня стимуляція пеніса або клітора зазвичай призводить до оргазму. Стимуляція може відбуватися самостійно (наприклад, мастурбація) або статевим партнером (статевий акт чи інша сексуальна активність), за допомогою предметів чи інструментів або деякою комбінацією цих методів.
Деякі люди практикують контроль над оргазмом, за допомогою якого людина або її партнер контролює рівень стимуляції, щоб продовжити відчуття, що веде до оргазму.

## Фізична сексуальна стимуляція
Фізична сексуальна стимуляція полягає в дотику до статевих органів або інших ерогенних зон.

### Генітальна стимуляція
Мастурбація, еротичний масаж і ручний секс є видами фізичної стимуляції, що включає в себе статеві органи. Статеве збудження запускається через чутливі нерви в цих частинах тіла, які викликають викид хімічних речовин, що викликають задоволення (ендорфінів), які діють як розумова винагорода за таку стимуляцію. Людина також може збудитися від простого дотику до іншої людини, хоча сам бульбокавернозний рефлекс викликається стимуляцією головки статевого члена або клітора.
Одне дослідження показало, що жінки отримують більше користі від приємного сексу з відданим партнером, тоді як стать не впливає на стосунки з мастурбацією.
Мета секс-іграшок полягає в тому, щоб надавати задоволення та стимулювати іншим шляхом, ніж просто за допомогою людських тіл. Вони можуть використовуватися кимось самостійно, у партнерському або груповому сексі. Вони можуть бути захоплюючими та створювати нові види стимуляції, які організм не може виробляти, наприклад вібрації.
Секс-іграшки тисячоліттями використовувалися як джерело сексуальної стимуляції. Були знайдені фалоімітатори епохи палеоліту, виготовлені з алевроліту та відполіровані до високого блиску. Фалоімітатори також виготовляли з верблюжого посліду і покривали смолою. Історики не впевнені, чи використовували їх для релігійних ритуалів чи для особистого задоволення. Однак відомо, що фалоімітатори використовувалися для ритуалів родючості. Стародавні греки створювали свої фалоімітатори у вигляді різьбленого пеніса, покритого шкірою або кишками тварин, щоб створити більш природне відчуття. Римляни створили двосторонні фалоімітатори для використання з партнером. Стародавні китайські фалоімітатори виготовлялися з бронзи чи інших металів, а деякі були порожнистими, що дозволяло наповнювати їх рідиною для імітації еякуляції. Вони використовувалися тому, що заможні китайські чоловіки часто мали забагато дружин, яким вони догоджали. У Персії вважалося, що кров з дівочої пліви нечиста, і її чоловіки повинні уникати. У ніч перед весіллям жінки приходив місцевий святий чоловік і розривав її дівочу плівку великим кам'яним фалоімітатором, цей ритуал також використовувався для підтвердження цноти нареченої.

### Негенітальна стимуляція
Існує багато областей, за допомогою яких людина може бути сексуально стимульована, крім статевих органів. Соски, стегна, губи та шия можуть забезпечувати сексуальну стимуляцію при дотику.

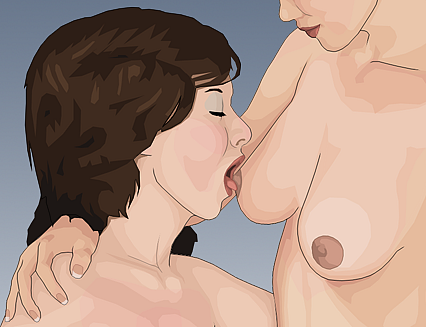
Сексуальна стимуляція соска

СоскиВ одному дослідженні було проведено опитування щодо сексуальної активності 301 осіб та виявлено, що 81,5 % жінок повідомили, що стимуляція їхніх сосків викликає або посилює сексуальне збудження, і що 59,1 % з них просили стимулювати соски під час сексу. Крім того, 51,7 % чоловіків повідомили, що стимуляція сосків викликала сексуальне збудження, а 39 % сказали, що це підсилило їх існуюче збудження. Дослідження з використанням технології сканування мозку виявили, що стимуляція сосків у жінок призводила до активації статевої сфери сенсорної кори. Дослідження показує, що відчуття є генітальним оргазмом, спричиненим стимуляцією сосків, а також можуть бути безпосередньо пов'язані з «генітальною областю мозку». У жінок одне дослідження показало, що відчуття від сосків переходять до тієї ж частини мозку, що й відчуття від піхви, клітора та шийки матки. Стимуляція сосків може спровокувати скорочення матки, які потім викликають відчуття в генітальній області мозку.
СтегнаУ 2012 році Каліфорнійський технологічний інститут вимірював реакцію мозку гетеросексуальних чоловіків, коли їм торкалися внутрішньої частини стегон під час МРТ-сканування. Вони або дивилися відео, на якому жінка торкалася їх стегна, або чоловік торкався їх стегна. Вони повідомили про більше сексуального задоволення, коли вважали, що до них торкається жінка, ніж чоловік, і це було відображено в їхніх МРТ-сканах із більшим збудженням їх соматосенсорної кори. Таким чином, можна зробити висновок, що стегна є зоною, яка може викликати сексуальну стимуляцію при дотику.
ГубиГуби містять величезну кількість нервових закінчень і вважаються ерогенною зоною. Жінки повідомляють, що відчувають більше задоволення від стимуляції своїх губ, ніж чоловіки (див. нижче статеві відмінності у стимуляції). Крім стимуляції губ дотиками, чоловіків можна візуально стимулювати, дивлячись на губи жінки. Також повідомлялося, що чоловіки віддають перевагу жінкам з повнішими губами, оскільки вони є показником молодості.
Шия
Вибірка з 800 учасників оцінила 41 різну частину тіла за інтенсивністю ерогенності за шкалою від 1 до 10 (10 — найбільш збудлива). Жінки повідомили, що стимуляція шиї викликає більше збудження, ніж чоловіки.

### Статеві відмінності в ерогенних зонах
Ця таблиця показує статеві відмінності в ерогенних зонах і включає десятку найбільш збудливих зон для обох статей. Кожна частина тіла була оцінена з десяти балів за те, наскільки вона збудлива при дотику. За винятком частин тіла, властивих лише одній статі, таких як пеніс або клітор, багато ерогенних зон схожі та містять багато нервових закінчень.
| Жінки                    | Жінки    | Жінки                 | Чоловикі                    | Чоловикі | Чоловикі              |
|                          | Середній | Стандартне відхилення |                             | Середній | Стандартне відхилення |
| ------------------------ | -------- | --------------------- | --------------------------- | -------- | --------------------- |
| Клітор                   | 9.17     | 2.12                  | Пеніс                       | 9.00     | 2.50                  |
| Вагіна                   | 8.40     | 2.35                  | Рот/губи                    | 7.03     | 2.68                  |
| Рот/губи                 | 7.91     | 2.27                  | Мошонка                     | 6.50     | 3.72                  |
| Потилицю                 | 7.51     | 2.70                  | Внутрішня сторона стегна    | 5.84     | 3.39                  |
| Груди                    | 7.35     | 2.73                  | Потилиця                    | 5.65     | 3.50                  |
| Соски                    | 7.35     | 3.15                  | Соски                       | 4,89     | 3.79                  |
| Внутрішня сторона стегна | 6.70     | 2,99                  | Промежину                   | 4.81     | 4.10                  |
| Задня частина шиї        | 6.20     | 3.15                  | Лобкова лінія росту волосся | 4.80     | 3.82                  |
| Вуха                     | 5.06     | 3.40                  | Задня частина шиї           | 4.53     | 3.42                  |
| Нижній частині спини     | 4.73     | 3.38                  | Вуха                        | 4.30     | 3.50                  |

### Внутрішня стимуляція
Теорія збудження-передачі стверджує, що існуюче збудження в організмі може трансформуватися в інший тип збудження. Наприклад, іноді люди можуть бути сексуально стимульовані від залишкового збудження, що виникає внаслідок чогось, наприклад, фізичних вправ, трансформуючись в інший тип збудження, наприклад сексуальне збудження. В одному дослідженні учасники виконували певну фізичну вправу, а на різних етапах відновлення мали дивитися еротичний фільм і оцінювати, наскільки вони збуджені. Вони виявили, що учасники, які все ще відчували залишки збудження від вправ, оцінили фільм як більш збудливий, ніж ті, хто повністю відновився після вправ. Це свідчить про те, що збудження, що залишилося від вправи, трансформувалося в сексуальне збудження без будь-якої зовнішньої стимуляції.

## Альтернативні маршрути
Сексуальна реакція людини — це динамічне поєднання когнітивних, емоційних і фізіологічних процесів. Хоча найпоширенішими формами сексуальної стимуляції є фантазії або фізична стимуляція геніталій та інших ерогенних зон, сексуальне збудження також може бути опосередковане альтернативними шляхами, такими як візуальні, нюхові та слухові засоби.

### Візуальна стимуляція
Мабуть, найбільш дослідженою нетактильною формою сексуальної стимуляції є візуальна сексуальна стимуляція. Яскравим прикладом є вуайєризм – практика, коли особа таємно спостерігає, як інша роздягається або займається сексуальною поведінкою. Хоча соціально-історично розглядається як неприйнятна форма «сексуального відхилення», воно підкреслює людську схильність знаходити сексуальну стимуляцію виключно візуальними шляхами. Іншим прикладом є багатомільярдна порноіндустрія. Загальноприйняте припущення полягає в тому, що чоловіки сильніше реагують на візуальні сексуальні стимули, ніж жінки. Можливо, найкращим прикладом цього є гіпотеза Альфреда Кінсі про те, що чоловіки більш схильні до сексуального збудження від візуальної стимуляції, ніж жінки. Тим не менш, обидві статі можуть бути сексуально збуджені за допомогою візуальної стимуляції. В одному дослідженні візуальну стимуляцію перевіряли за допомогою еротичного відео. Незважаючи на те, що в групі чоловіків значно більше, сексуальне збудження було основною емоційною реакцією, про яку повідомляли обидві статі. Їх фізіологічна реакція на відео також показала характеристики сексуального збудження, такі як збільшення виділення адреналіну з сечею. Подальше дослідження чоловічого збудження показало, що чоловіки могли досягти жорсткої ерекції лише за допомогою візуальної стимуляції еротичного фільму.
Дослідження, які використовують візуальну стимуляцію як засіб сексуальної стимуляції, виявили, що сексуальне збудження переважно корелює з активацією лімбічної та паралімбічної кори та підкіркових структур, а також дезактивацією кількох частин скроневої кори. Ці ж зони активуються під час фізичної сексуальної стимуляції, підкреслюючи, наскільки потужним може бути візуальна стимуляція як засіб сексуального збудження.

### Нюхова стимуляція
Нюхова інформація має вирішальне значення для сексуальної поведінки людини. Одне дослідження нюхової сексуальної стимуляції показало, що гетеросексуальні чоловіки відчувають сексуальне збудження у відповідь на жіночий парфум. Люди оцінювали ароматичну стимуляцію та відчутне сексуальне збудження. Під час експерименту їм також зробили функціональні МРТ. Результати показали, що нюхова стимуляція жіночими духами викликає активацію певних ділянок мозку, пов'язаних із сексуальним збудженням у чоловіків. Інше дослідження показало, що гомосексуальні чоловіки демонструють подібну активацію гіпоталамуса, як і гетеросексуальні жінки, коли відчувають запах похідної тестостерону, присутній у чоловічому поті, що свідчить про те, що сексуальна орієнтація відіграє певну роль у тому, як люди відчувають нюхову сексуальну стимуляцію.
Еволюційний аналіз статевих відмінностей у репродуктивних стратегіях може допомогти пояснити важливість запаху в сексуальному збудженні через його зв'язок з імунологічним профілем і життєздатністю потомства. Це пояснюється тим, що нюхові ознаки можуть запускати механізм уникнення інцесту, відображаючи частини генетичного обладнання людини. В одному дослідженні чоловіки оцінили візуальну та нюхову інформацію як однаково важливу для вибору коханця, тоді як жінки вважали нюхову інформацію єдиною найважливішою змінною у виборі партнера. Крім того, розглядаючи сексуальну активність, жінки виділяли запах тіла з усіх інших сенсорних переживань як найбільш здатний негативно вплинути на бажання.

### Слухова стимуляція
Слухові стимулятори також можуть служити для посилення сексуального збудження та відчуття задоволення. Видача звуків під час статевого збудження та сексуальної активності широко поширена серед приматів і людей. До них відносяться зітхання, стогони, сильний видих і вдих, почастішання дихання і іноді, під час оргазму, крики екстазу. Багато з цих звуків дуже збуджують людей і діють як сильні підсилювачі сексуального збудження, створюючи потужний позитивний ефект зворотного зв'язку. Таким чином, копулятивні вокалізації, ймовірно, служать взаємній сексуальній стимуляції для партнерів по спаровуванню.
Навіть якщо звуки не поєднуються з «дотиками», вони можуть викликати сильне сексуальне збудження. Комерційні еротичні матеріали (переважно створені для чоловічого ринку) широко використовують такі звуки. Ще в 1920-х і 30-х роках кілька жанрів співаків звернулися до «низьких стогонів» для досягнення еротичного ефекту. Співаки водевільного джазу часто включали звуки сексу в тексти пісень. Навіть сучасна музика, така як «Orgasm» Прінса або «You Sure Love to Ball» Марвіна Ґея, містить звуки жіночого оргазму. Дослідження показали, що музика є слуховим сексуальним стимулятором. В одному дослідженні індукції настрою вплив певної музики призвело до значно більшої набряклості статевого члена та суб'єктивного сексуального збудження у чоловіків. У подібному експерименті жінки не показали істотної фізіологічної реакції на певні типи музики, але повідомили про більш високий рівень сексуального збудження. Подальші дослідження вивчали зв'язок між слуховою стимуляцією та відчуттям сексуального задоволення. У той час як найвищі рівні фізіологічного та суб'єктивного збудження були виявлені для візуальних подразників, було виявлено, що розмовний текст викликає сексуальне збудження у чоловіків, вказуючи на те, що звуки є засобом сексуальної стимуляції. Секс по телефону є одним із видів збудження, який використовує цей ефект.

## Розумова стимуляція
Сексуальне збудження включає почуття, потяги та бажання, а також фізіологічні зміни. Вони можуть бути викликані не тільки фізичними, але й розумовими стимуляціями, такими як фантазія, еротична література, сни, рольові ігри та уява.

### Фантазія

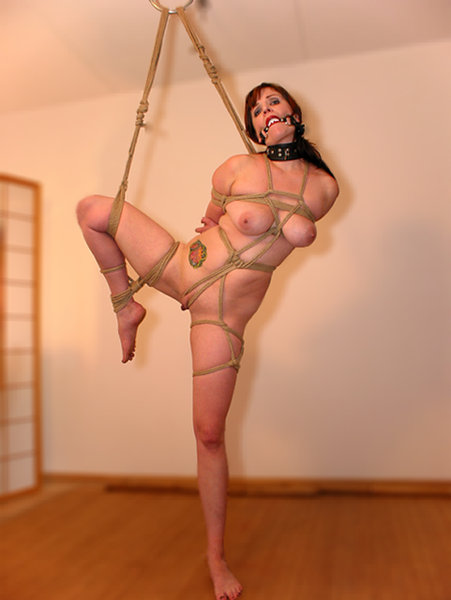
Бондаж може бути сексуальною фантазією і часто практикується тими, хто бере участь у БДСМ (Raimond Spekking, 2002).

Сексуальні фантазії — це форма розумової сексуальної стимуляції, якою займаються багато людей. Це місце, коли людина уявляє собі сексуальний досвід під час неспання. Фантазія має менше соціальних або безпечних обмежень, ніж у реальних ситуаціях. Це дає людям більше свободи експериментувати або думати про речі, які вони не обов'язково могли спробувати в реальному житті, і це може бути що завгодно: від уяви вашого чоловіка голим до уяви сексуального досвіду з міфічною істотою. Поширені сексуальні фантазії включають уяву діяльності з коханим партнером, переживання минулого досвіду та досвіду з кількома партнерами протилежної статі. Також часто є фантазії про речі, які ви б не робили в реальному житті, та про табуйовані або незаконні дії, такі як примушування іншої людини або примушування іншої людини до сексу, зносини з незнайомцем і сексу з хлопцем, дівчиною чи старшими партнерами.
Це корисно для досліджень, оскільки робить відмінності між гетеросексуальними уподобаннями чоловіків і жінок більш чіткими, ніж дослідження поведінки. Чоловіки та жінки поділяють багато сексуальних фантазій, можливо, через вплив культури. Проте все ще є гендерні відмінності, які були виявлені. Чоловіки частіше, ніж жінки, уявляють себе в домінуючій або активній ролі, тоді як жінки частіше уявляють себе пасивними учасниками. Жіночі фантазії мають значно більше прихильності та відданості, тоді як чоловіки частіше фантазують, використовуючи візуальні образи та явні деталі. Одне з пояснень цієї різниці походить з еволюційної точки зору. Жінки мають більший мінімальний розмір батьківських інвестицій, ніж чоловіки (вони мають 9 місяців вагітності до пологів і потім є основними опікунами, тоді як чоловіки мають лише забезпечити сперму, щоб гарантувати передачу їхніх генів), і, отже, більш імовірно, що вони хочуть зобов'язань від свого партнера, щоб отримати ресурси, щоб підвищити шанси свого потомства на виживання.
Фантазії можуть мати переваги, наприклад посилювати збудження більше, ніж інші форми сексуальних стимулів (наприклад, еротична література) і посилювати сексуальне бажання. Особи, які розкривають свої сексуальні фантазії своїм партнерам, також мають більше сексуального задоволення. Проте, чи готові люди відкритися своєму партнеру, загалом залежить від змісту таких фантазій. Більш негативний вплив сексуальних фантазій полягає в тому, що вони були пов'язані з сексуальними злочинами, і справді сексуальні злочинці часто повідомляють, що вони мали фантазії, пов'язані зі своїми злочинами. Однак такі фантазії також поширені серед тих, хто не був причетний до таких кримінальних дій, а особи, які не є правопорушниками, не використовують свої фантазії для керування своєю поведінкою. Тому лише фантазії не можна використовувати як ознаку того, що хтось стане кривдником.

### Мрії
Нічний оргазм або «вологі сни» чи «еротичні сни» — це коли люди еякулюють або відчувають оргазм під час сну. Вони відбуваються під час фази швидкого сну (швидкого руху очей), яка є основною стадією сну. Це означає, що одних тільки еротичних снів достатньо, щоб стимулювати чоловіків, але ерекція супроводжує всі фази REM. За даними власних звітів, 22 % молодих жінок також можуть відчувати оргазм під час сну, причому такі сни частіше зустрічаються у учениць старших класів, ніж у молодших школярок. Пережиті оргазми позитивно корелювали з високою емоційністю, включаючи сексуальне збудження, а також тривогу.

### Сексуальна рольова гра
Сексуальна рольова гра — це коли люди розігрують персонажів або сценарії, які можуть сексуально стимулювати один одного. Це може включати фантазії (обговорювані вище) і фетиші, такі як БДСМ (зв'язування та дисципліна, домінування та підпорядкування, садизм і мазохізм) або вікова гра. Дехто описує це як дорослу форму рольової гри живої дії. Рольові ігри також можна проводити онлайн, друкуючи історії один одному або прикидаючись персонажем, і, отже, це форма розумової стимуляції, яку ви можете проводити з іншою людиною без її фізичної присутності. Багато підлітків вважають рольові ігри в Інтернеті приємними та збудливими.
Рольова гра також може включати сексуальні фанфіки, де персонажі з добре відомих історій, які не були сексуально або романтично разом в оригінальній історії, вписані в сексуальні сцени. Слеш-фікшн — це різновид фанфіку, де персонажі однієї статі (спочатку чоловіки-чоловіки) вступають у романтичні чи сексуальні дії. Художня література слешу дає людям свободу ділитися стимулюючими речами, які можуть суперечити культурі.

## Роль сексуальних дисфункцій у сексуальній стимуляції

### Жінки

#### Фізіологічні фактори
За даними Національної медичної бібліотеки СШВ, приблизно 80 % жінок середнього віку з серцевою недостатністю повідомили про зменшення вагінального змащення, що призводить до проблем із успішним статевим актом. Зменшення мастила впливає на вологість піхви під час сексуальної активності. Жінки з гіпоактивним сексуальним бажанням (HSDD) також можуть відчувати відсутність інтересу до сексуальних стимулів, що впливає на їхню психологічну реакцію на сексуальні сигнали. У рамках дослідження, проведеного Сандрою Гарсіа та її колегами, було висловлено припущення, що зміни, пов'язані з травмою, можуть впливати на тканини статевих органів, впливаючи на кровотік і реакцію на сексуальну стимуляцію. Крім того, коли присутній психологічний стрес, він впливає на здатність досягати оргазму, незважаючи на адекватну сексуальну стимуляцію. Це результат проблем у стосунках, які впливають на сексуальну стимуляцію та сексуальну реакцію, з'єднуючись із проблемами оргазму.

#### Гормональні фактори
Дефіцит естрогену призводить до таких станів, як диспареунія, що є важливим для підтримки адекватного змащення. Тому використовується гормональне лікування, яке є доповненням прийому добавок естрогену. Але також як добавки тестостерону, які, як було показано, корисні для посилення бажання, збудження та сексуального задоволення. Також можуть відбуватися деякі гормональні зміни, коли справа доходить до проходження фаз старіння. Огляд у «Журналі сексуальної медицини» показав, що жінки перед менопаузою виявляли більше сексуального незадоволення. Це було показано через їх гормональний дисбаланс.

## Відповіді на сексуальну стимуляцію

### Мозок
Коли відчувається сексуальна стимуляція, у мозку є системи, які сприймають стимули та реагують на них. Під час фізіологічного сексуального збудження вегетативна нервова система реагує на сигнали центральної нервової системи і готує організм до сексуальної активності. Вегетативна нервова система залучає парасимпатичну та симпатичну системи, які відповідають за приплив крові до статевих і еректильних тканин, а також до м'язів, які беруть участь у сексуальних реакціях. Це призводить до таких реакцій, як збільшення частоти дихання, серцебиття та розширення зіниці. Лімбічна система також відіграє певну роль у сприйнятті сексуальних стимулів. Дослідження, проведене щодо задоволення та мозкової активності чоловіків, показало, що електрична стимуляція лімбічної системи приносить велике задоволення і іноді може викликати оргазм. Під час генітальної стимуляції у чоловіків і жінок активуються різні ділянки мозку. У чоловіків дослідження показало, що генітальна стимуляція спричинила активацію частини кори головного мозку та інсули, яка є частиною симпатичної та парасимпатичної систем. У жінок під час стимуляції клітора активувалися частини вторинної соматосенсорної кори. Як у чоловіків, так і у жінок мигдалина була дезактивована.

## Подальше читання
- Alan F. Dixson (26 січня 2012). Primate Sexuality: Comparative Studies of the Prosimians, Monkeys, Apes, and Humans. Oxford University Press. ISBN 978-0-19-954464-6. Процитовано 28 вересня 2013.
- Bruce Bagemihl (10 квітня 2000). Biological Exuberance: Animal Homosexuality and Natural Diversity. St. Martin's Press. ISBN 978-1-4668-0927-7. stimulation.